# Enterprise
Enterprise (o USS Enterprise) es el nombre de la nave insignia de la Flota Estelar de la Federación Unida de Planetas de la serie televisiva Star Trek (Viaje a las Estrellas en Latinoamérica). También es el nombre de una de las series del universo Star Trek. (Véase Star Trek: Enterprise; la nave estelar Enterprise NX-01 no es de la Federación, puesto que no se había creado).
El nombre se tomó de los diversos HMS Enterprise (hubo quince) de la Royal Navy británica entre 1693 y el 2002 y los 10 buques llamados USS Enterprise, uno de los cuales había tenido parte destacada en la Segunda Guerra Mundial y otro había sido el primer portaaviones de su clase con propulsión nuclear. La construcción de este último se había terminado pocos años antes del comienzo de la serie original, e incluso tiene una "aparición estelar" en la cuarta película de la saga (Star Trek IV. Misión: salvar la Tierra). Aunque cuando su nombre va precedido de "nave estelar" se utiliza artículo femenino para esta nave ("La nave estelar Enterprise") cuando no lo lleva se utiliza siempre artículo masculino ("El Enterprise," "El USS Enterprise") como en casi la totalidad de naves de la saga. (Excepciones: La USS Cerritos, La USS Discovery y la USS Protostar)

## Naves llamadas Enterprise

### USS Enterprise (XCV-330)
Aparece en una ilustración mostrada en la sala de recreación del NCC-1701 en Star Trek: The Motion Picture.

### Enterprise (NX-01)
El primer Enterprise con capacidad de viajar a velocidad Warp. En la fecha de su salida al espacio, año 2151, es la nave insignia de la Flota Estelar, la primera nave terrestre capaz de alcanzar Warp 5. Es la nave principal en Star Trek: Enterprise. Clase NX, su uso principal fue la exploración. Desmantelada tras 10 años de servicio. Tripulación: 88 personas. Su nave gemela es el Columbia (NX-02).

### USS Enterprise (NCC-1701)

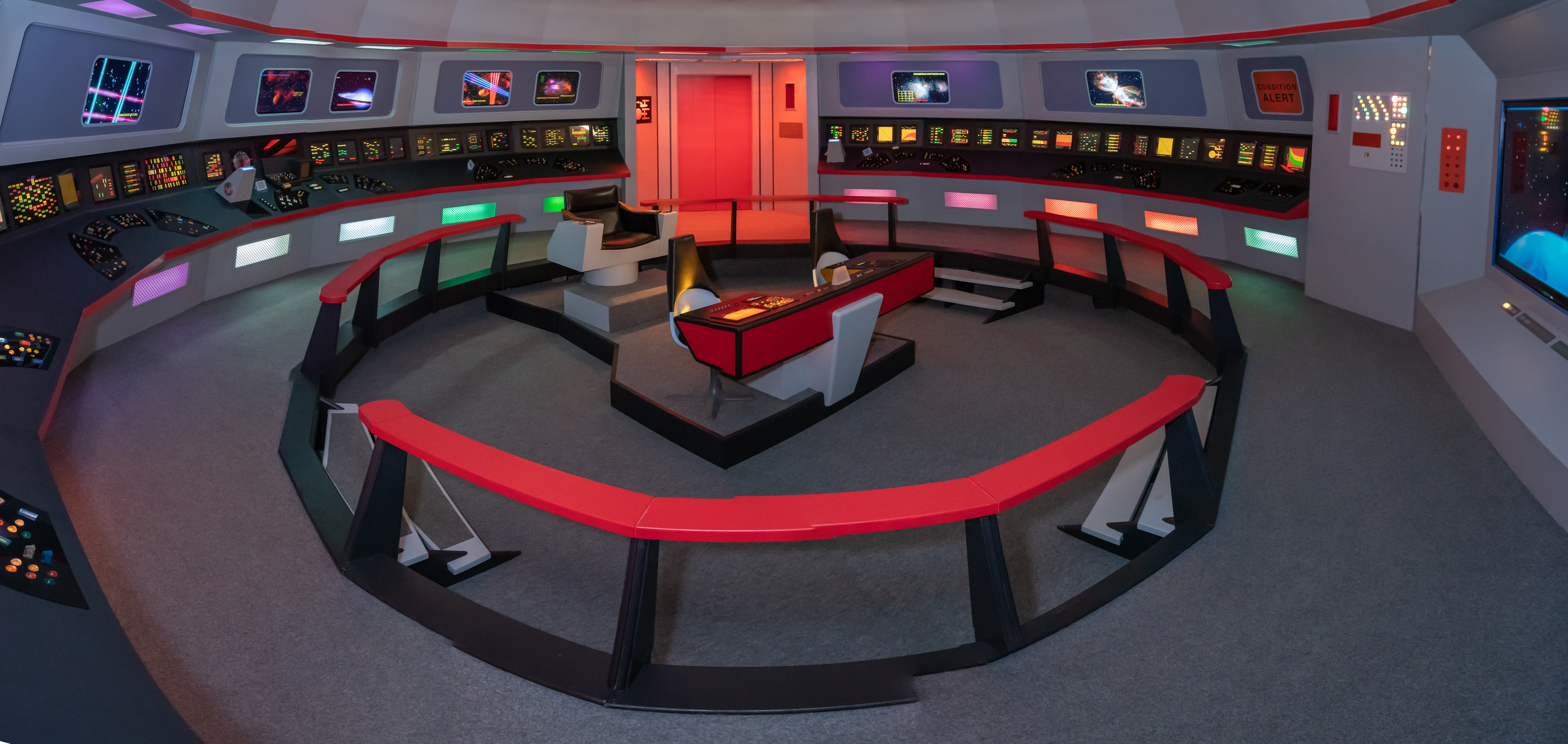
USS Enterprise NCC-1701

Crucero pesado clase Constitution, aparece en  la serie original y las tres primeras películas. En 2270 se le practicaron actualizaciones que involucraron al puente, impulso Warp, la gran mayoría de las cubiertas y el deflector de navegación. El Enterprise, como se lo conocía genéricamente, fue destruido por el entonces almirante Kirk en la órbita del planeta Génesis en la película Star Trek III: En busca de Spock, para evitar que cayera en manos de los Klingon.
Para las nuevas películas XI y XII la nave se ve de forma muy moderna, la nave en estas películas es más de 4 veces más grande que en la serie original y cuenta con muchos más tripulantes además de especificaciones técnicas muy superiores a las de la serie original.

### USS Enterprise (NCC-1701-A)
El Enterprise A, levemente mayor que el NCC-1701, es también de clase Constitution. Esta nave aparece por primera vez al final de la película Star Trek IV. Misión: salvar la Tierra y entonces se acababa de estrenar, pero por los comentarios de Scotty en la siguiente película (Star Trek V: La última frontera) tiene un montón de problemas que el famoso ingeniero de los milagros tendrá que solucionar como, por ejemplo, el transportador y "la mitad de las puertas" que, según él, no abren. Además, se ve también en la película Star Trek VI: Aquel país desconocido, aunque en aquel entonces ya ha pasado por reformas.
Disponía de sistemas operativos más modernos que los de la NCC-1701. El puente contaba con sistemas de pantallas más claros que su predecesora.
En líneas generales, el puente de mando era similar al de su predecesora, durante su último período de existencia pero los controles de maniobra tenían sistemas más avanzados; el resto de la nave fue equipada con nuevos sistemas de sensores, núcleo central de computadora, un núcleo warp más eficiente y para la última década del siglo XXIII fue dotada de un sistema automático para cargar los torpedos de fotones. Esta nave era la predecesora inmediata de la clase Excelsior que serviría durante mucho tiempo a la Flota Estelar.
En 2293, luego de sostener una cruenta batalla contra una nave de presa klingon experimental (con la capacidad de disparar aún encontrándose camuflada) en la órbita de Khitomer, planeta klingon en la frontera romulana, quedó severamente dañada. Gracias a su intervención y a la del USS Excelsior, se detuvo la conspiración para evitar que se llevasen a cabo conversaciones de paz entre la Federación y el Imperio Klingon, iniciando un largo proceso de alianza que se concretaría a mediados del siglo XXIV con la intervención del Enterprise C. Una vez concluidas éstas, la nave fue retirada de servicio. Star Trek VI: Aquel país desconocido.

### USS Enterprise (NCC-1701-B)
Clase Excelsior II, aparece por primera vez al comienzo de Star Trek: Generations y como un modelo dentro de la representación de línea histórica de las naves de la flota portadoras del nombre Enterprise dentro de la sala de reuniones en el Enterprise D en Star Trek: The Next Generation. Cuenta con una enorme capacidad de ataque gracias a sus más de 500 torpedos de fotones almacenados en su "santa bárbara". Su clase (Excelsior) le brindaba el privilegio de ser una de las naves de mayor tamaño de la flota y la más preparada para todo tipo de misiones. Fue timonel de esta nave, desde su botadura, Demora Sulu, la hija del capitán Hikaru Sulu quien llevará el timón del Enterprise original a las órdenes del capitán Kirk durante quince años.
Durante su primer viaje de prueba, el cual solo se reduciría a darle "una vuelta a la manzana", recibió una llamada de socorro de las naves El-Aurianos Lakul y el Robert Fox, los cuales, escapando de su mundo natal en busca de refugio (después de que éste fuese asimilado por los Borg), se encontraron con una banda de energía que los atrapó. Tras estar desprovista de equipos como rayo tractor, torpedos fotón o incluso un equipo médico, el Enterprise solo pudo presenciar cómo el Robert Fox era despedazado por la banda de energía.
Aceptando finalmente el consejo de Kirk, el capitán Harriman ordenó entrar a la banda de energía, llegando hasta el rango del rayo transportador, rescatando solo a 47 de los 150 pasajeros de la Lakul. Inmediatamente el Enterprise se vio atrapado también por la banda de energía y la única manera de liberarse era mediante la explosión de un torpedo fotón. Kirk se vio obligado a reconfigurar el deflector principal para lograr este efecto. Liberándose gracias a esto, el Enterprise se alejó de la banda, no sin antes recibir un impacto directo en la sección de estribor, donde Kirk se hallaba.
En esta nave vimos a Pavel Chekov ejerciendo de médico al socorrer a los refugiados rescatados con el poco equipo médico disponible, el cual no llegaría sino hasta el martes siguiente, junto con el resto…

### USS Enterprise (NCC-1701-C)
Clase Ambassador, aparece en el episodio El Enterprise del ayer de Star Trek: The Next Generation. Esta nave fue destruida por cuatro aves de presa romulanas, tras intentar socorrer una base estelar Klingon en Narendra III, cuando estos fueron traicionados por los romulanos cruelmente, dejando pocos supervivientes, entre ellos al pequeño Worf, hechos prisioneros. Pese a que la nave destruida fue un gran sacrificio, este hecho ayudó a fortalecer la débil alianza entre la Federación y los klingon, dado que el Imperio Klingon consideró la destrucción del Enterprise C como un acto de valentía y honor, algo muy valorado para los Klingon. Y el sacrificio no fue en vano, pues la alianza se hizo definitiva y quedó cimentada durante un largo tiempo.

### USS Enterprise (NCC-1701-D)
Clase Galaxy, aparece en Star Trek: The Next Generation y en la película Star Trek VII: La próxima generación. Esta clase de nave es una de las más sofisticadas de la Federación, y está habilitada prácticamente para cualquier misión, pues cuenta con laboratorios científicos, talleres de desarrollo, sistemas de defensa y armamento, y todas las comodidades para misiones diplomáticas y comerciales, siendo quizás la más capaz de las naves de la Flota Estelar.
Afrontó diferentes tipos de peligros y extrañas situaciones, como ser capaz de superar Warp 10, lo que le permitió rebasar y superar en mucho los límites de la galaxia y viajar justamente como su emblema indica: “a donde nadie ha llegado antes”. 
Es una particularidad su capacidad para separar el platillo de la nave de la sección de reactores permitiendo aumentar la velocidad Warp de la sección de reactores que contaba además con bancos de fáser así como todas las lanzaderas de torpedos mientras que el platillo contaba con el puente principal, la mayoría de los camarotes y un poderoso banco de fáseres que le brindaba protección para los casos de emergencia, así como dos motores de impulso que le permitían desplazarse a prácticamente la velocidad de la luz. Estas dos secciones podían reunirse en cualquier momento oportuno y recuperar su forma normal.
Fue destruida sobre Veridian III en Star Trek: Generations cuando fue atacada por una ave de presa klingon comandada por las hermanas Duras que contaba con la frecuencia de proyección de escudo del Enterprise al haber modificado el visor de Geordi La Forge, para que pudieran espiar la consola de comandos de la sala de máquinas, desde el ave de presa. El comandante Riker, al mando, dio orden de evacuación de la nave luego de destruir el ave de presa, en vista de los daños sufridos por los disparos de los klingon en el núcleo Warp y el campo de fuerza de antimateria se habían visto dañados dejando así un breve tiempo entre el fallo total de los sistemas de aislamiento magnéticos de la antimateria, que provocaría una reacción que destruiría el Enterprise y todo lo que hubiera a su alrededor.
Producto del ataque señalado, el comandante Riker tomó la decisión de separar la sección impulsora de la nave, quedándose en el platillo, cuando estaban en órbita de Veridian III. La nave consiguió separarse a tiempo de la sección de reactores que iba a explotar, pero no logró alejarse lo suficientemente rápido como para evitar que la onda expansiva interfiriera el rumbo del platillo lanzándolo hacia el planeta, donde se efectuó un aterrizaje de emergencia, que por suerte no produjo víctimas mortales, pero que también dejó el platillo inservible.

### USS Enterprise (NCC-1701-E)
Clase Sovereign, aparece en las películas Star Trek: First Contact, Star Trek: Insurrection y Star Trek: Nemesis. Esta nave tiene un menor volumen que su predecesora, pero dispone de mayor maniobrabilidad, velocidad y armamento, pero su misión principal sigue siendo la diplomacia y la exploración. Tiene una longitud de 685 m, una velocidad máxima de Warp 9,9 (3,27 mil millones de km/h, 3053 veces la velocidad de la luz) y entre su armamento cuenta con fáseres vectoriales y torpedos cuánticos, además de poseer unos poderosos escudos ablativos. Esta nave de la Federación además era una de las más poderosas de Star Trek.

### USS Enterprise (NCC-1701-F)
Clase Odyssey, aparece en el juego Star Trek Online. Al igual que la clase Galaxy, tiene la capacidad de separar el platillo del resto de la nave. También aparece en la novela no oficial Imzadi de Peter David y en la serie no oficial Star Trek: Delta Fleet, que tiene lugar veinte años después de que la USS Voyager vuelva desde el cuadrante Delta.

### USS Enterprise (NCC-1701-J)
Aparece en Star Trek: Enterprise en el episodio "Azati Prime" (una posible versión del futuro).
La existencia de un Enterprise J da lugar a sospechar que a lo largo de la historia de la serie existirán las Enterprise G, H e I.

### Nomenclatura NCC
Durante largo tiempo, se ha especulado que la nomenclatura "NCC" significaría "Naval Construction Contract" (contrato de construcción naval), y que el número de la nave es el número de contrato de construcción. Sin embargo, durante la serie original y posteriores, esta nomenclatura nunca fue aclarada (Matt Jeffereis había modificado el registro de su avioneta particular a NC-17740 para dar realismo al Enterprise, y así nació todo).
Ya que otras naves de la Federación tienen nomenclaturas tales como "NAR", "NCV", "NSP" o "NFT", aparte de la consabida "NX" (muy usada para naves prototipo, naves experimentales o naves con mejoras avanzadas), es más probable que solo la primera N sea definitoria para naves de la Federación. El resto es mero fanon.
Según algunas novelas oficiales y videojuegos, las siglas "NCC" que llevan algunas naves de la Flota Estelar significarían "Number of Command Codes" (número de código de comandos) o también número de registro del transceptor. Este número estaría formado por conjuntos de caracteres cifrados que servirían para acceder al ordenador de una nave desde otra nave estelar, con el objetivo de introducir algún parámetro u orden en el ordenador de a bordo (como subir o bajar los escudos, o tomar el mando de la nave "a distancia" en caso de emergencia, muerte de los oficiales o de la tripulación o secuestro de la nave…). En el caso de la USS Enterprise clásica, el grupo de cifras visible a modo de identificación es el 1701 (el primer grupo) pero le seguirían otros grupos de cifras, de modo que el número total sería NCC-1701-XXXXX-XXXXX. El resto de cifras de cada nave permanece en los bancos de datos de la Flota Estelar y solo es accesible a oficiales de alto rango: capitanes, almirantes… Esta norma es aplicable a todas las naves estelares de la Flota. 
En la película Star Trek II: La ira de Khan, el almirante Kirk (ayudado por el capitán Spock) introduce en el ordenador del Enterprise los códigos del USS Reliant (NCC-1864) para poder bajar los escudos deflectores de la nave y atacar, ya que la nave estelar estaba secuestrada por Khan Noonien Singh.
En referencia a las siglas "USS" que significan "United Space Ship" (nave del espacio unido) (refiriéndose a la Federación Unida de Planetas) y no United Star Ship o nave estelar unida como se puede leer en algunos sitios; estas siglas están inspiradas en las de la armada estadounidense "United States Ship" aunque la nomenclatura naval en Star Trek está inspirada en la Royal Navy británica que tiene por nomenclatura las siglas HMS (His/Her Majesty's Ship).

## Lista de capitanes

### NX-01
- Jonathan Archer en Enterprise
- T'Pol en Star Trek: Enterprise (episodio Entre dos mundos)
- Charles "Trip" Tucker III en Star Trek: Enterprise (episodio Entre dos mundos)
- Lorian en Star Trek: Enterprise (episodio E²)

### NCC-1701

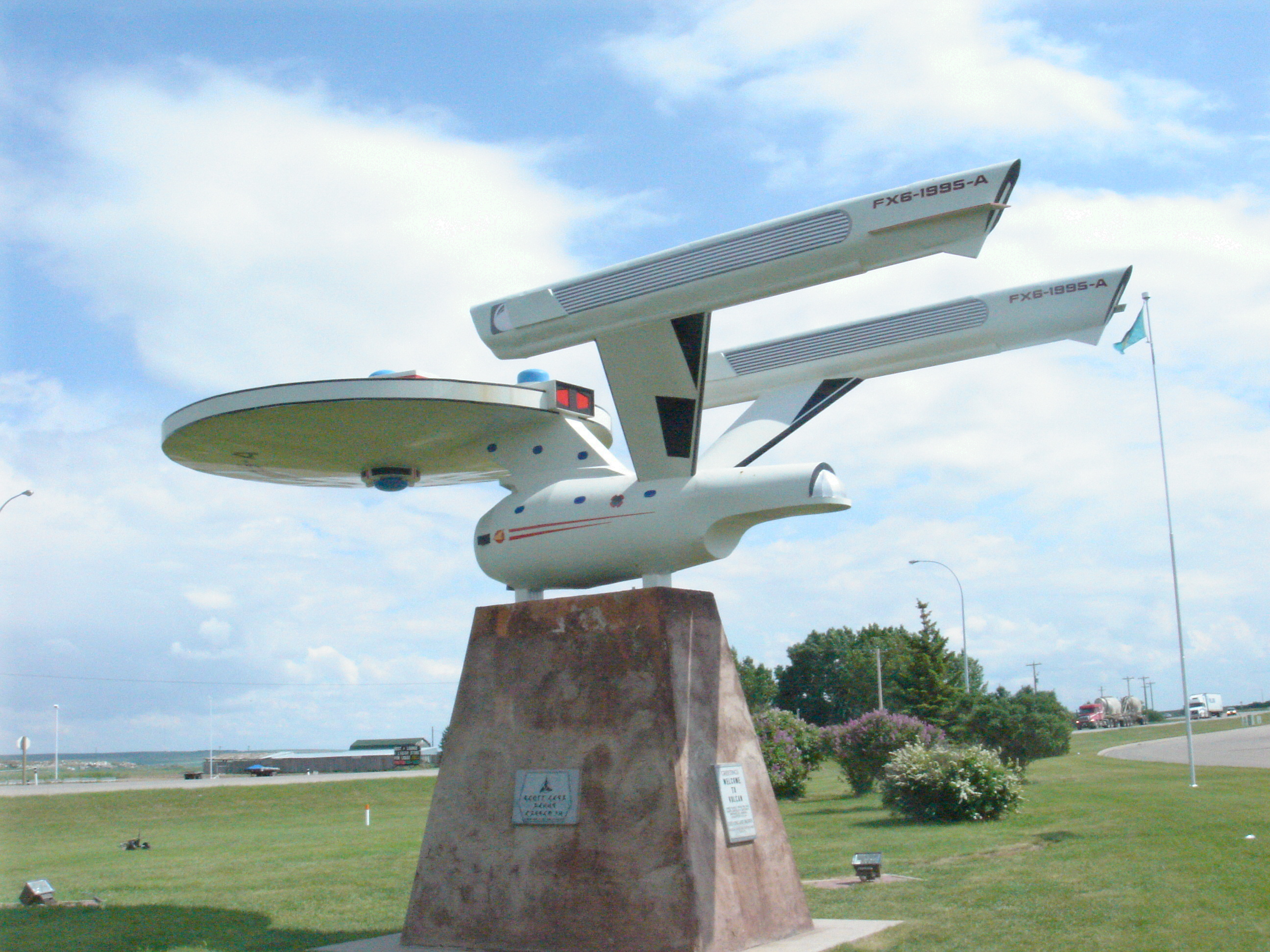
Enterprise, Vulcan, Alberta.

- Robert April (visto en la serie de dibujos animados)
- Christopher Pike en el (episodio piloto de Star Trek inédito) Star Trek (Película de 2009), parcialmente devuelta en Star Trek: En la oscuridad (2013).
- James T. Kirk en Star Trek: la serie original, Star Trek: The Motion Picture, Star Trek II: La ira de Khan y Star Trek III: En busca de Spock (en las dos últimas comanda el Enterprise con el rango de almirante de la Flota Estelar) en el reboot de Star Trek la recibe de Christopher Pike, la pierde y recupera por el incidente de violar la 1.ª directriz y no reportar adecuadamente su informe a la Federación en Star Trek: En la oscuridad (2013).
- William Decker en Star Trek: The Motion Picture
- Spock en Star Trek II: La ira de Khan; Mando parcial en el reboot de Star Trek (2009) y Star Trek: En la oscuridad (2013).

### NCC-1701-A
- James T. Kirk en Star Trek IV. Misión: salvar la Tierra, Star Trek V: La última frontera y Star Trek VI: Aquel país desconocido
- Spock en Star Trek VI: Aquel país desconocido) (mientras Kirk era prisionero de los klingon)

### NCC-1701-B
- John Harriman (visto en el principio de Star Trek: Generations)
- Demora Sulu (según las novelas de Star Trek, no canónicas)

### NCC-1701-C
- Rachel Garrett en Star Trek: The Next Generation (episodio El Enterprise del ayer)
- Richard Castillo en Star Trek: The Next Generation (episodio El Enterprise del ayer)
- Tasha Yar en Star Trek: The Next Generation (episodio El Enterprise del ayer)

### NCC-1701-D
- Jean-Luc Picard (lo que ha durado la nave)
- William Riker (durante la crisis de los Borg y en algunos episodios)
- Edward Jellico (durante las negociaciones con los cardasianos)
- Thomas Halliway (mencionado como capitán durante el futuro alternado pintado en el episodio "Tapiz", pero no se le ha visto)

### NCC-1701-E
- Jean-Luc Picard en Star Trek: First Contact, Star Trek: Insurrection y Star Trek: Nemesis
- Data, desde 2386, en Star Trek Online.

### NCC-1701-F
- Aún no mostrada. En la novela no oficial Imzadi de Peter David se describe a Data como capitán del Enterprise F. Sin embargo, y dado que Data es destruido en Star Trek: Nemesis, es improbable que esta historia se convierta en oficial. No hay que dejar de considerar la posibilidad que al término de la película Star Trek X, sobrevive una copia de Data, B-4 y que esto pudiera dar pie a la existencia de un nuevo Data en el futuro, cosa improbable, ya que B-4 era bastente inferior a Data en lo que a su cerebro respecta y, por tanto, no podía desarrollar su inteligencia.

- Sin embargo en Star Trek Online, Geordi La Forge en conjunto con los ingenieros de la flota ha logrado abrir la "Matriz Data", lo que permite a B4 convertirse en una réplica idéntica Data, llegando inclusive a ser el Capitán del Enterprise, para luego ser relevado por el andoriano Va’Kel Shon (quien es hasta la fecha actual de STO el capitán del Enterprise - F).

- Otra versión no oficial de la NCC-1701-F se proporciona en la serie de episodios llamada Star Trek: Delta Fleet, que tiene lugar veinte años después de que el USS Voyager vuelva desde el cuadrante Delta. Este Enterprise F está bajo el mando del capitán Harry Kim (anteriormente oficial en la Voyager). Sin embargo, esta historia puede ser posible ya que Harry Kim obtendría el mando del USS Rhode Island, solo en un tiempo alternativo, si la Voyager no hubiera vuelto al final de siete años en el cuadrante Delta.

- Va’Kel Shon, en Star Trek Online.

### NCC-1701-J
- El viajero en el tiempo Daniels lleva al capitán Archer, en un viaje en el futuro, a bordo del Enterprise J en el episodio Azati Prime. El capitán de esta nave no ha sido aún mostrado. Daniels dice que es del siglo XXVI.